# Jean Prat
Jean Prat (Lourdes, 1º agosto 1923 – Tarbes, 25 febbraio 2005) è stato un rugbista a 15 e allenatore di rugby a 15 francese, per 20 anni terza linea ala del Lourdes, di cui fu capitano e con il quale vinse sei titoli nazionali, nonché importante elemento della terza linea della Nazionale francese (51 presenze per lui tra gli anni quaranta e cinquanta, 17 delle quali da capitano), della quale fu anche commissario tecnico negli anni sessanta dopo il ritiro da giocatore. Per i suoi meriti sportivi figura tra gli ammessi nella International Rugby Hall of Fame.
Per il suo stile di gioco la stampa britannica coniò per lui il soprannome di Mister Rugby.

## Biografia
Nato e cresciuto rugbisticamente a Lourdes, esordì nella prima squadra dell'FC Lourdais a 16 anni nel 1939; partito in guerra poco dopo, fu fatto prigioniero dai tedeschi nel 1941 e, una volta rilasciato, disputò il suo primo incontro per la Francia il 1º gennaio 1945, al Parco dei Principi di Parigi contro una selezione dell'esercito britannico di stanza nel Continente.
A livello di club vinse 6 campionati francesi con la maglia del Lourdes, al quale fu sempre legato per tutta la sua carriera e anche dopo il ritiro; tuttavia, la sua fama è principalmente dovuta all'attività internazionale, grazie alla quale si impose come uno dei giocatori più rappresentativi del suo Paese e, più in generale, del rugby di quell'epoca.
Divenuto capitano della Nazionale francese nel 1953, disputò con tale selezione 51 incontri, prendendo parte a 9 edizioni consecutive del Cinque Nazioni, dal 1947 al 1955, vincendo gli ultimi due tornei a cui partecipò.
Fu anche punto fermo della squadra nei tour sudamericani del 1949 e 1954 (4 test match vinti contro l'Argentina e una vittoria della Francia XV contro il Cile), all'epoca le uniche occasioni di confronto internazionale fuori dal Cinque Nazioni e la Coppa delle Nazioni d'Europa, anche se il momento di maggior gloria internazionale, per lui e per il suo Paese, fu senza dubbio la prima vittoria di sempre in un test match contro la Nuova Zelanda, avvenuta il 27 febbraio 1954 a Colombes, un 3-0 frutto di una meta proprio di Prat.
Nel 1952, con la sua 35ª presenza, divenne il recordman di selezioni in maglia francese; il suo ultimo incontro internazionale fu il 10 aprile 1955 a Grenoble contro l'Italia (vittoria 24-0), ma qualche settimana prima, nel corso dell'ultimo impegno del Cinque Nazioni - una sconfitta contro il Galles a Colombes che negò alla Francia il suo primo Grande Slam in tale competizione - i giocatori gallesi, sapendo che Prat era giunto al suo ultimo torneo, al termine della partita lo portarono in trionfo sulle spalle in segno di omaggio; prima dell'incontro, addirittura, un architetto parigino e un gruppo di suoi amici ebbero l'idea di far circolare tra gli spettatori assisi sugli spalti il testo di una petizione al presidente francese per indurlo a conferire la Legion d'onore al giocatore.
Fu in tale occasione che la stampa d'Oltremanica coniò per Jean Prat il soprannome Mister Rugby.
Dopo il suo ritiro giunse anche la Legion d'onore che i tifosi avevano chiesto per lui fin da quattro anni addietro; divenuto allenatore, gli fu affidata nel 1963 la Nazionale di rugby a 15 della Francia, alla quale diede una sua impronta tipica basata sulla libertà degli elementi migliori di far gioco, su tutti Walter Spanghero e Michel Crauste, quest'ultimo già compagno di squadra al Lourdes.
All'attivo di Prat, come allenatore, una vittoria esterna sul Sudafrica durante un tour nel 1964, e la vittoria nel Cinque Nazioni 1967.
Terminato l'incarico nel 1967, Prat tornò a Lourdes dove aprì un ristorante, Le Winger, insieme a suo fratello Maurice, anch'egli rugbista e internazionale per la Francia.
Nel 2001, per rendere omaggio al contributo dato al gioco del rugby, la International Rugby Hall of Fame ammise Prat nella galleria dei migliori giocatori di ogni epoca; nel 2005, al termine di una lunga malattia, Prat morì a 82 anni non ancora compiuti.
Da allora, in suo onore, il premio conferito al club vincitore del campionato di terza divisione nazionale (Fédérale 1) si chiama “Trofeo Jean Prat”; nel 2011 anche l'IRB Hall of Fame riservò a Prat lo stesso tributo.

## Palmarès
- Campionati francesi: 6
Lourdes: 1947-48, 1951-52, 1952-53, 1955-56, 1956-57, 1957-58
- Coppe di Francia: 2
Lourdes: 1944-45, 1945-46